# Masteria toddae
Espèce
Masteria toddae est une espèce d'araignées mygalomorphes de la famille des Dipluridae.

## Distribution
Cette espèce est endémique du Nord du Queensland en Australie.

## Étymologie
Cette espèce est nommée en l'honneur de Valerie Todd Davies.

## Publication originale
- Raven, 1979 : Systematics of the mygalomorph spider genus Masteria (Masteriinae: Dipluridae: Arachnida). Australian Journal of Zoology, vol. 27, p. 623-636 (texte intégral).